# Throana blechrodes
Throana blechrodes là một loài bướm đêm trong họ Noctuidae.